# Laguna Paiva
Laguna Paiva è una città, situata a 40 km a nord della città di Santa Fe, nella Repubblica Argentina. In questa piccola città aveva sede una delle più grandi strutture della Ferrocarril General Belgrano, privatizzata negli anni 1990 dal presidente Carlos Menem. La città di Laguna Paiva è il capoluogo del comune omonimo, che copre un'area di 134 km² e confina con i seguenti distretti: a nord, Llambi Campbell; a sud, Arroyo Aguiar; ad est, Campo Andino e ad ovest Nelson.